# Саван
Са́ван — это одежда для усопшего или покрывало, которым накрывают тело в гробу. Это одеяние обычно белого цвета.
Как правило, в качестве савана используется костюм для мужчин, и нарядное длинное платье с длинными рукавами для женщин.

## Народные обычаи
Существует обычай хоронить незамужних женщин в свадебном платье.
У мусульман принято одевать усопших в кафан.